# Wiele hałasu o nic

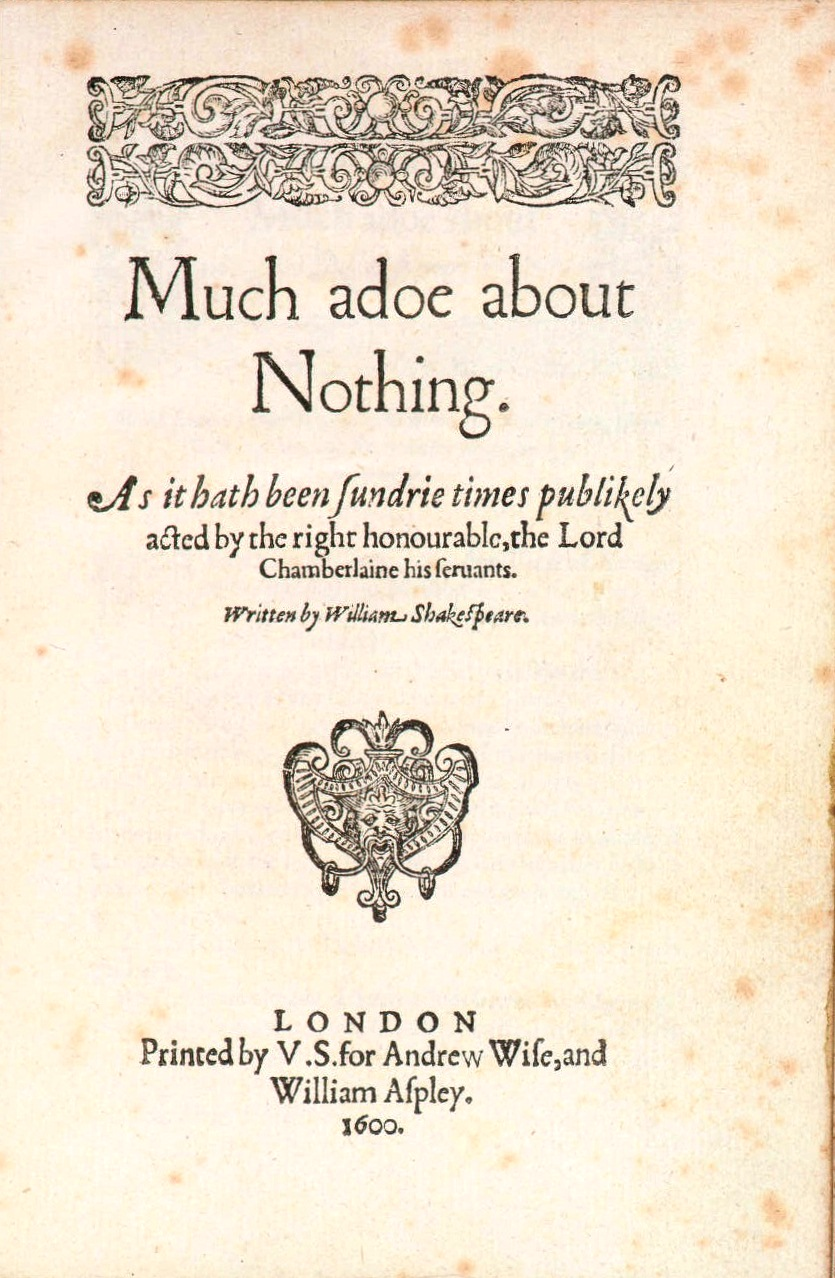
Strona tytułowa wydania z roku 1600

Wiele hałasu o nic (ang. Much Ado About Nothing) – komedia autorstwa Williama Shakespeare’a z 1599. Należy do najczęściej inscenizowanych przedstawień tego autora. Została opublikowana w Pierwszym Folio w 1623 roku.
Sztuka składa się z pięciu aktów. W 72% napisana jest prozą, zaś w 28% napisana jest wierszem. 
Wiele hałasu o nic skupia się na dwóch głównych wątkach miłosnych. Pierwszy dotyczy związku Beatrice i Benedicka, którzy początkowo są wrogami, ale stopniowo zakochują się w sobie dzięki intrygom przyjaciół. Drugi wątek dotyczy miłości między Claudio a Hero, która zostaje wystawiona na próbę przez fałszywe oskarżenia o niewierność. Sztuka eksploruje tematy takie jak miłość, zdrada, honor i społeczne konwenanse, a także pokazuje, jak plotki i nieporozumienia mogą prowadzić do chaosu i zamieszania.
Wątek związku Beatrice i Benedicka jest autorskim pomysłem Szekspira, zaś wątek miłości Claudio i Hero jest oparty na kilku źródłach, m.in. autorstwa Matteo Bandello. 
Akcja Wiele hałasu o nic dzieje się w Messynie we Włoszech. 

## Bohaterowie

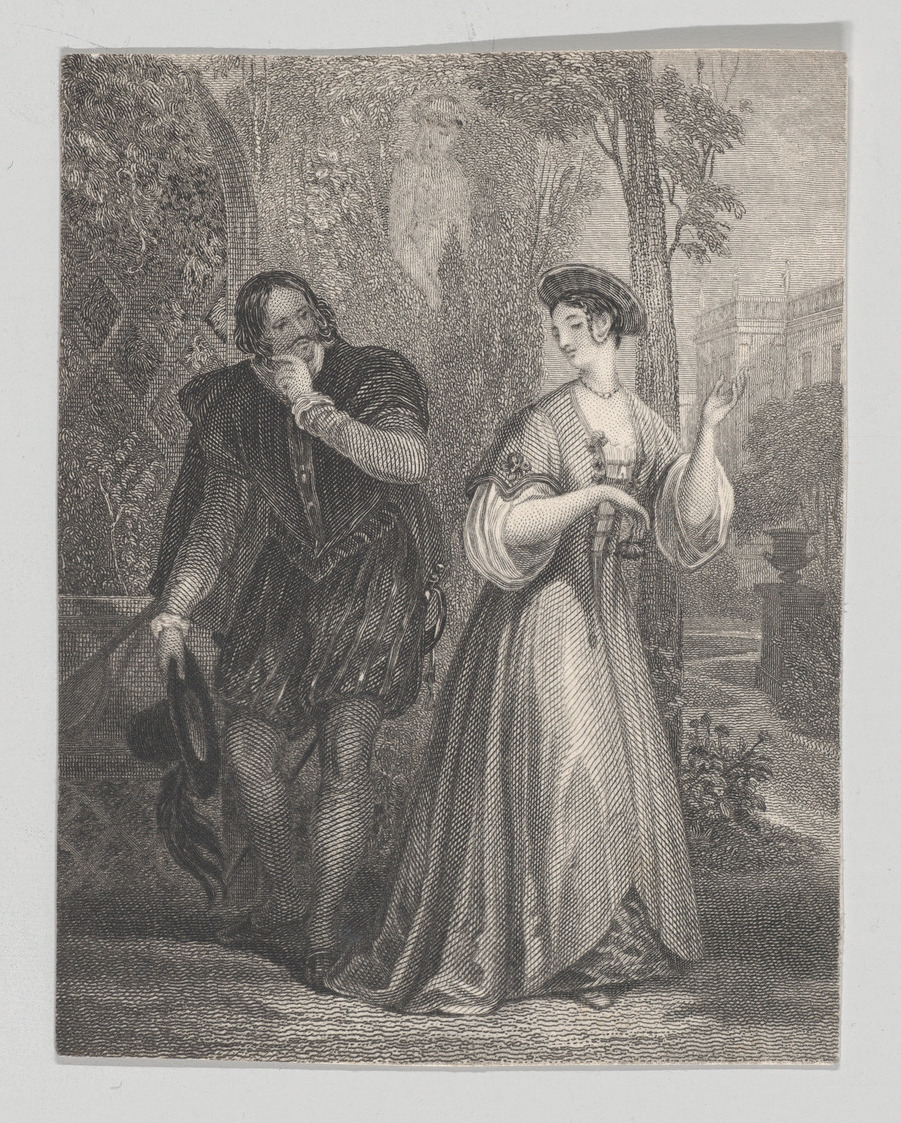
Beatrice i Benedick

| Antonio      | Brat Leonato                                          |
| Balthasar    | Zwolennik Don Pedro                                   |
| Beatrice     | Bratanica Leonato                                     |
| Benedick     | Przyjaciel Claudio,                                   |
| Borachio     | Zwolennik Don Johna                                   |
| Claudio      | Bohater wojenny z armii Don Pedro                     |
| Conrade      | Zwolennik Don Johna                                   |
| Dogberry     | Naczelnik straży w Messinie                           |
| Don John     | Nieślubny brat Don Pedro, jednocześnie jego były wróg |
| Don Pedro    | Książę Aragonii                                       |
| Brat Francis | Zakonnik, mający udzielić ślubu Claudio i Hero        |
| Hero         | Córka Leonato                                         |
| Leonato      | Gubernator Messiny                                    |
| Margaret     | Kochanka Boraccio, Służąca Hero                       |
| Ursula       | Służąca Hero                                          |
| Verges       | Partner Dogberry’ego                                  |

## Fabuła
Do Mesyny z wyprawy wojennej przybywa Don Pedro, książę Aragonii. Towarzyszą mu Don John, przyrodni brat oraz grupa kompanów. Zatrzymują się oni w majątku Leonata, gubernatora miasta. Tam Claudio, jeden z towarzyszy Don Pedra, zakochuje się w Hero, córce Leonata. Następuje wówczas szereg intryg z inicjatywy Don Pedra (chcącego doprowadzić do ślubów: Claudia z Hero, oraz Benedicta, jego drugiego przyjaciela, z Beatrice, krewną Leonata) oraz Don Johna (chcącego zniweczyć plany Claudia), a później także intryga zawiązana przez Leonata i jego stronników, chcącego wykryć inicjatora spisku przeciwko jego córce. Gdy wydaje się, że historia zakończy się nieszczęśliwie z powodu działań Don Johna, następuje zwrot akcji gdy ludzie Dogberry'ego, naczelnika straży w Mesynie, aresztują dwóch spiskowców Don Johna - Borachio i Conrada - i odkrywają całą intrygę.
Ostatecznie wieści o nieprzychylnych działaniach Don Johna docierają do Don Pedra i jego przyjaciół. Don John zostaje pojmany, natomiast wcześniejsze działania Don Pedra oraz Leonata kończą się ostatecznie połączeniem dwóch par zakochanych: Claudia i Hero oraz - początkowo sobie nieprzychylnych - Benedicta i Beatrice. 

## Ekranizacje
Sztuka ta była wielokrotnie przenoszona na ekran, jednak większość jej wersji była stworzona dla telewizji. Pierwsza, niema wersja pochodzi z 1913. W 1993 roku ekranizacji dokonał Kenneth Branagh. 
- Wiele hałasu o nic – film produkcji brytyjsko-amerykańskiej z 1993 roku w reżyserii Kennetha Branagha
- Rób swoje! – bollywoodzki film z 2001 roku oparty na sztuce[6]